# ポジトロン断層法

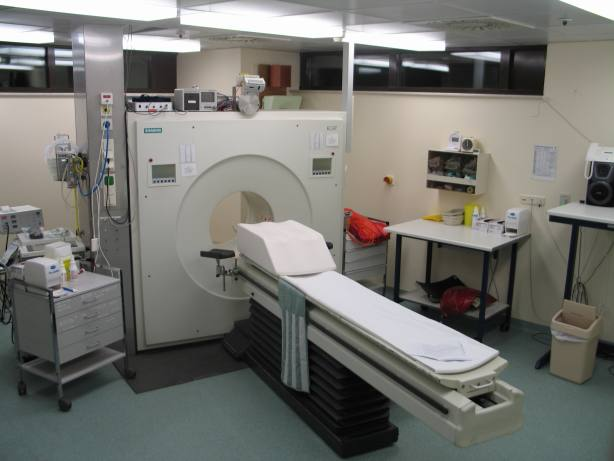
PET

ポジトロン断層法（ポジトロンだんそうほう、英語: positron emission tomography：PET）とは、コンピューター断層撮影技術の一つである。生体内部の放射性トレーサーから放出される陽電子と電子との対消滅によって発生する1対で正反対方向のガンマ線を検出して断層画像を作成する。

## 概要
CTやMRIが主に組織の形態を観察するための検査法であるのに対し、PETはSPECTなど他の核医学検査と同様に、生体の機能を観察することに特化した検査法である。主に中枢神経系の代謝レベルを観察するのに用いられてきたが、近年、腫瘍組織における糖代謝レベルの上昇を検出することにより癌の診断に利用されるようになった。患者への被曝量はCTに比べて少ないが、医療スタッフの被曝量に注意が必要である。ただし、下述するようにPET/CT装置を用いた検査の場合の被曝量はCTに比べても大きくなる場合がある。
CTとPETを比較すると、CTでは外部からX線を照射して全体像を観察しているのに対して、PETなどの核医学検査では生体内部の放射性トレーサーを観察しているという違いがある。ここで、CT像は解剖学的な情報にすぐれているので形態画像と呼ばれ、PET像は生理学的な情報に勝れているので機能画像（functional image）と呼ばれる。なお、両者の利点を総合的に利用するために、PETとCTを一体化した装置・PET/CTも開発されており、診断には両画像をソフトウェア的に重ね合わせた融合画像が主流となりつつある。

## 原理

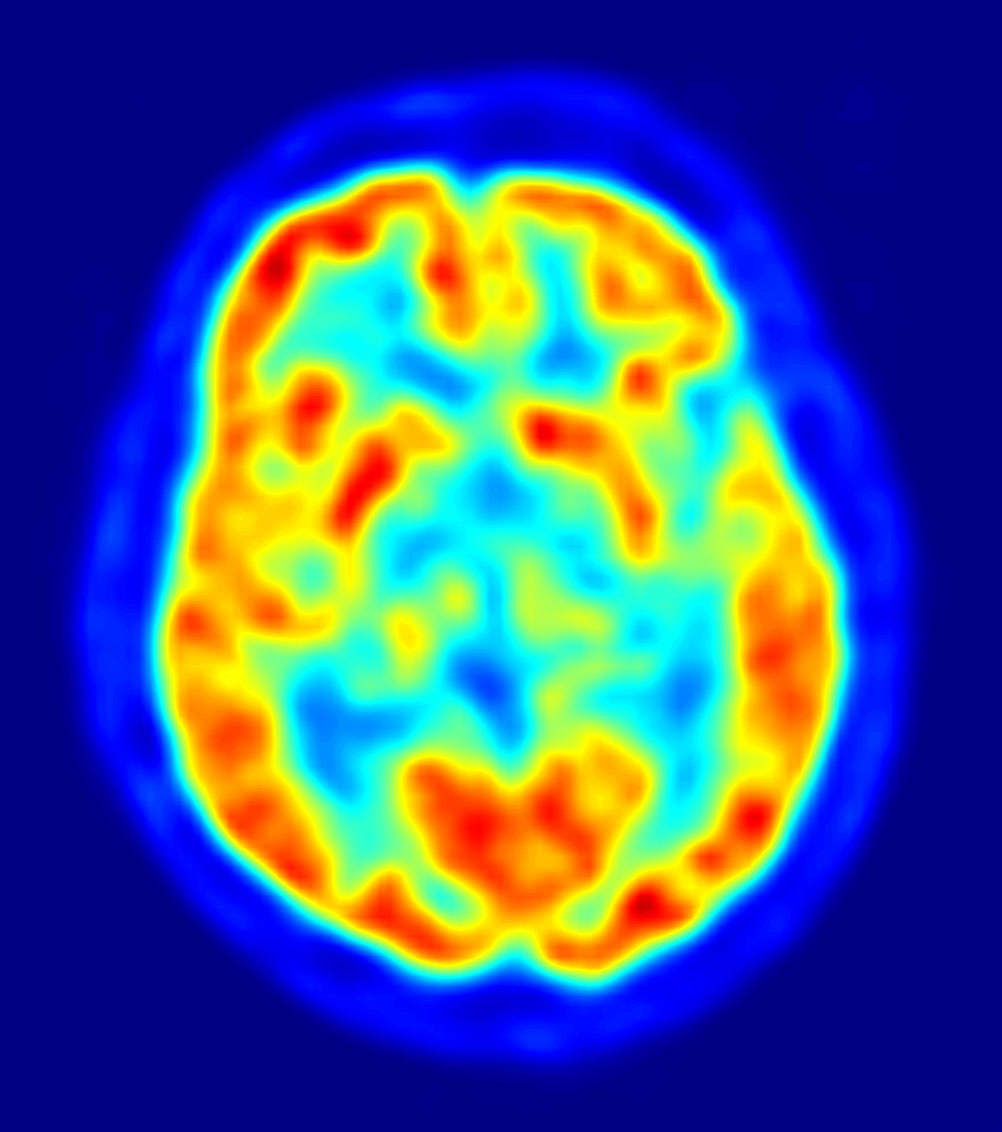
脳のPETスキャンの例。

^{18}F-FDGをトレーサーとして用いた、全身PETスキャンの例。

陽電子反β崩壊する核種で標識された化合物を放射性トレーサーとして用いる。そのような核種の半減期は一般に短い（15O：2分、13N：10分、11C：20分、18F：110分など）。したがって、投与直前に加速器（サイクロトロンなど）を用いて製造される。一般的に放射性同位元素を作成するには原子炉等で中性子を照射するが、陽電子放出核種は原子核内の陽子数を過多にしてβ+崩壊させるため、加速器で陽子や重陽子を照射して作成する。放射性トレーサーは、病院内に設置した加速器で生成するが、一部の半減期が比較的長いものは放射性医薬品会社から供給を受けることも可能である。
人体に投与されたトレーサー中の陽電子放出核種は、体内で崩壊しておよそ96.7〜99.9%の確率で1個の陽電子を放出する。放出された陽電子は近傍の原子（生体の70%は水で構成されているので多くの場合に水分子）の電子と対消滅し、電子の静止質量に等しいエネルギー（511keV）の光子（ガンマ線）が2個放出される（消滅放射線）。この時、それぞれの光子は元の電子と陽電子の運動量を保存するために、正反対の運動量をもつ。すなわち、反対方向へ対で放出される。
PET装置は、人体の周囲を取り巻くように配列された多数のガンマ線検出器と、2個の光子の信号を組み合わせる同時計数回路からなる。検出器のうちいずれか2つが同時にガンマ線を検出したとき、その2つの検出器を結ぶ直線上のどこかで対消滅が起きたと考えられる。そこで、この情報を集めてCTと同様のコンピューター画像処理を施すことにより、トレーサーの分布を示す三次元画像を作成する。SPECTとは異なり、放射線の入射方向を限定する鉛コリメーターを用いなくても、同時計数によって原理的に飛来方向が判明するので、検出器の前に遮蔽体を置く必要がない。したがって、一般的にPETはSPECTよりも感度が高く定量性にも勝れている。ただし、長半減期のトレーサーが少ないなどの問題があり、PETの潜在能力を十分に引き出すためには、更なるトレーサーの開発が必要不可欠である。

## 応用

### 脳機能
脳内での神経活動が高まるとその部位で代謝量や血液流量が増大するので、捉えたい指標に合わせて上に述べたトレーサーを選ぶことで、間接的に脳内で活動が活発になっている部位を特定することができる。
- グルコース代謝量を測定したいときにはトレーサーとして18F-fluorodeoxy glucose（フルオロデオキシグルコース、FDG）を主に用いる。18F-FDGは、グルコース(ブドウ糖)に似た物質に放射性のフッ素(18Ｆ)をつけたものであり、体内にはグルコースと同じように取り込まれるがグルコースと違う点は18Ｆ-FDGが尿といっしょに、腎臓、尿管、膀胱を経由し体外に排泄されることである[1][2]。
- 脳血流量や酸素代謝量の測定には、トレーサーとして、15OでラベルしたH2O、CO2、O2などを用いる。

他にもアルツハイマー病の診断に有効である。

### 癌診断
FDG-PETについて
- 癌腫の多くが、ブドウ糖代謝が活発なことを利用している（ワールブルク効果）。
- 検出感度の良くない悪性腫瘍も複数種ある。
  - 胃癌、大腸癌、肝細胞癌、脳腫瘍など、生理的に正常細胞もブドウ糖代謝の旺盛な組織においては、腫瘍と正常組織のFDG集積の差が少なく検出感度がさがる。
  - 肺癌[4]では一般的にPETは有用であるが、細気管支肺胞上皮癌などは分化度の高い腺癌で、FDG取り込みが高くなく、検出しにくい。
  - 腎細胞癌・膀胱癌を含めた腎尿路系は、FDGが腎から排泄され集積するため、腫瘍と正常組織の差が少なく、検出しにくい。
- 乳癌・前立腺癌はブドウ糖代謝が旺盛でないことも多く、FDG集積がなく検出しにくい。
- 腸管や炎症巣への生理的蓄積、良性腫瘍などが偽陽性となることがある。

## 被曝
PETとCTを一体化したPET-CT装置を用いた検査の場合、1回の検査における放射線被曝は、23–26 ミリシーベルト（mSv）になる（体重70キロの人体の場合）。これに対し、放射線診療における代表的なX線検査での被曝量は、胸部 0.04mSv、腹部1.2mSv、上部消化管 8.7mSv、胸部CT 7.8mSv、腹部CT 7.6mSvである。日本では、人体は自然界から年間2.1mSv前後の被曝を受けている（2011年推定）。